# Rafael Herrera
Rafael Herrera Lemus (Degollado, 7 gennaio 1945) è un ex pugile messicano, campione mondiale dei pesi gallo (1972-1974).

## Carriera
Esordisce a torso nudo il 20 marzo 1963 a Città del Messico battendo ai punti un avversario che prima di allora aveva collezionato solo sconfitte. Prosegue la sua carriera combattendo quasi sempre in patria, salvo alcune facili trasferte negli Stati Uniti. Il 15 febbraio 1969, al trentacinquesimo incontro, con alle spalle solo tre sconfitte e due pari, incontra il temibile Chucho Castillo per il titolo nazionale messicano dei pesi gallo ma è sconfitto per knock-out tecnico alla terza ripresa.
Il 20 gennaio 1971, al Forum di Inglewood, Herrera conquista il titolo nordamericano dei gallo, sconfiggendo ai punti l'allora imbattuto Rodolfo Martinez con verdetto non unanime, in quanto un giudice si era espresso per il pari. Mantiene il titolo sette mesi dopo, prendendosi la rivincita ai punti su Castillo, sempre con verdetto contrastato, avendo un giudice visto vincitore il connazionale, sia pure per un solo punto.
Il 19 marzo 1972, Herrera compie la sua grande impresa scalzando dal trono mondiale unanimemente riconosciuto Rubén Olivares, uno dei più forti pesi gallo di tutti i tempi, per KO all'ottavo round. Perde la corona alla prima difesa sul ring ostile di Panama di fronte ai pugni del campione locale Enrique Pinder, per unanime verdetto ai punti. Non si lascia però sfuggire l'occasione per combattere nuovamente per il titolo mondiale, vacante nella versione WBC, battendo nuovamente ai punti in una virtuale semifinale l'ormai anziano Olivares.
Il 14 aprile 1973 nella Plaza de Toros Monumental di Monterrey, Rafael Herrera conquista nuovamente il titolo mondiale dei pesi gallo, sia pur nella versione WBC, battendo l’antico avversario Rodolfo Martinez per KO tecnico al dodicesimo round. Il match è stato inserito al 55º posto nella lista compilata dalla rivista Ring Magazine dei 100 più grandi combattimenti di tutti i tempi con titolo in palio.
Sei mesi dopo, a Inglewood, Herrera respinge l’assalto dell'ex campione del mondo dei mosca, il thailandese Venice Borkhorsor, battendolo ai punti per decisione contrastata. Anche questo match è stato inserito nella lista compilata dalla rivista Ring Magazine dei 100 più grandi combattimenti di tutti i tempi con titolo in palio, al 34º posto. Herrera mantiene ancora il titolo, il 25 maggio 1974, a Città del Messico, contro il connazionale Romeo Anaya per KOT al sesto round.
Il 7 dicembre 1974 è costretto a cedere il titolo mondiale WBC al solito rivale Rodolfo Martinez che stavolta lo batte per KOT al quarto round sul ring posto nella Plaza deToros di Merida. 
Combatte ancora quattro volte, con due sconfitte, un pari e una sola vittoria, poi decide di abbandonare il pugilato agonistico. 